# Galavant
Galavant è una serie televisiva statunitense a tema fiabesco in chiave musicale, ideata, scritta e prodotta da Dan Fogelman, col contributo di Alan Menken, Glenn Slater (entrambi scrittori e compositori delle canzoni) e Chris Koch (che ha partecipato come regista) degli ABC Studios.
La serie è stata trasmessa per la prima volta il 4 gennaio 2015, come sostituto di mezza stagione di C'era una volta. In un'intervista, l'attrice Mallory Jansen descrisse Galavant come «il figlio bastardo di Monty Python e La principessa sposa».
Il 12 maggio 2016 la ABC ha ufficialmente cancellato la serie.
La serie è inedita in Italia.

## Trama
Galavant è un audace eroe il cui "lieto fine" è rovinato a seguito dell'intervento del malvagio re Richard, che gli ha rubato l'amore della sua vita, Madalena. Quest'ultima inoltre ha deciso di rimanere a corte, attirata dagli sfarzi di una vita agiata. Galavant sarà determinato a recuperare la sua reputazione e la sua dama spinto dalla principessa Isabella di Valencia, che necessita del suo aiuto per salvare il proprio regno dallo stesso re Richard. Tuttavia non sa che la principessa lo sta conducendo in una trappola, ideata dal malvagio sovrano per ucciderlo ed entrare nelle grazie della sua neo-sposa.
Partiti in viaggio insieme allo scudiero di Galavant, il giovane Sid, affrontano diverse avventure rocambolesche che includono incontri con cavalieri, pirati e monaci. Intanto, al castello di Valencia, il re Richard cerca di acquisire mascolinità con i suggerimenti della sua burbera guardia del corpo Gareth, e il suo esile ma fedele chef Vincenzo per impressionare Madalena, che tuttavia è coinvolta in una tresca con il giullare Steve.
Una volta che il gruppo arriva al castello, la trappola è svelata e vengono spediti tutti in prigione per essere in seguito giustiziati. In questa occasione Galavant e Isabella capiranno di amarsi. Re Richard stesso è spodestato dal malvagio fratello Kingsley; ma Gareth permetterà a Galavant di fuggire su una nave di pirati solo se avrà cura del suo padrone Richard, e in seguito libera il resto del gruppo (composto da Isabella, i suoi genitori, lo chef Vincenzo con l'amata ancella Gwynne e il Giullare) che si recherà dal principe Harry, cugino undicenne di Isabella e suo promesso sposo. Madalena uccide Kingsley e insieme a Gareth, che tiene in ostaggio Sid, diventano i nuovi regnanti.
Tempo dopo, Galavant riporta il re Richard al suo castello per poi andare a salvare Isabella, ma scopre che il primo è stato smantellato dagli ex sudditi del sovrano che hanno dato vita ad una democrazia. Inoltre, per un equivoco, la principessa di Valencia crederà che Galavant non la ami più e cadrà sotto il controllo del suo malvagio organizzatore del matrimonio, il mago Wormwood, a causa di un diadema incantato.
Nel frattempo Madalena e Gareth hanno una difficile convivenza. Quando Isabella sarà liberata del controllo di Wormwood questi convincerà i due regnanti a dichiarare guerra al regno di Hortensia del principino Harry e comincerà ad insegnare la magia nera a Madalena. Galavant, dopo aver ritrovato suo padre ed essere tornato in vita (essendo stato ucciso accidentalmente da Sid), ritorna con un esercito di zombie e con Richard che è entrato in possesso di una spada che lo legittima come Re. I tre eserciti così si scontrano.

## Episodi
| Stagione         | Episodi | Prima TV USA | Prima TV Italia |
| ---------------- | ------- | ------------ | --------------- |
| Prima stagione   | 8       | 2015         | inedita         |
| Seconda stagione | 10      | 2016         | inedita         |

La prima stagione è stata trasmessa dal network ABC dal 4 al 25 gennaio 2015, con due episodi di fila alla settimana. Il 7 maggio 2015 la serie è stata rinnovata per una seconda stagione, composta da dieci episodi, che è stata trasmessa negli Stati Uniti dal 3 gennaio 2016, con lo stesso schema della prima stagione.

## Personaggi

### Principali
- Galavant: il protagonista della serie, famoso ed eroico cavaliere abbattutosi dopo che il suo amore Madalena lo ha abbandonato per perseguire potere e ricchezze; nella vana impresa di salvarla scopre il suo amore per la principessa Isabella ma si ritrova costretto a proteggere il re Richard. Interpretato da Joshua Sasse, doppiato da Paolo De Santis.
- Re Richard: malvagio ma goffo regnante, convinto che eliminare Galavant gli garantirà l'amore di Madalena; comprenderà la malvagità della sua donna e in seguito stringe amicizia con Galavant. Interpretato da Timothy Omundson, doppiato da Saverio Indrio.
- Gareth: guardia del corpo di re Richard, è un uomo molto rozzo e poco incline ai rapporti affettivi; una volta fuggito il re Richard, diventa il nuovo sovrano. Interpretato da Vinnie Jones, doppiato da Gianluca Tusco.
- Madalena: bellissima ma intrattabile e spietata dama, inizialmente amore di Galavant, ma una volta rapita da re Richard, sceglie di rimanere con lui per gli agi che la vita da nobile le offre. Interpretata da Mallory Jansen, doppiata da Francesca Manicone.
- Principessa Isabella Maria Lucia Elizabetta di Valencia: erede al trono di Valencia, chiede aiuto a Galavant ed è costretta da Richard ad ingannarlo; infine se ne innamora ma è imprigionata dal suo cugino e futuro marito, il principe Harry. Interpretata da Karen David, doppiata da Letizia Ciampa.
- Sid: scudiero di Galavant, nel proprio villaggio è creduto un grande eroe. Sarà l'ostaggio di Gareth e in seguito suo assistente. Interpretato da Luke Youngblood, doppiato da Simone Lupinacci.

### Secondari
- Chef Vincenzo: mingherlino cuoco di corte, che teme sempre di essere ucciso dal re, come è stato per suo padre e suo nonno. Stringe amicizia con Gareth e si innamora di Gwynne. Interpretato da Darren Evans, doppiato da Niccolò Guidi.
- Giullare: narratore della storia, nonché buffone di corte e amante di Madalena; il suo nome è Steve Mackenzie, ma a tutti è noto come "il giullare". In seguito lavora alla corte del principe Harry. Interpretato da Ben Presley, doppiato da Raffaele Carpentieri.
- Re e Regina di Valencia: sono il padre e la madre di Isabella, il cui regno è stato conquistato dal re Richard. Interpretati rispettivamente da Stanley Townsend, doppiato da Dario Oppido e Genevieve Allenbury doppiata da Cristina Dian.
- Gwynne: ancella di Madalena ma grande oppositrice della nobiltà, vive una storia d'amore con lo chef Vincenzo. Interpretata da Sophie McShera, doppiata da Giulia Catania.
- Principe Harry: cugino undicenne di Isabella, suo promesso sposo; verrà a salvarla per poi imprigionarla. Interpretato da Kemaal Deen-Ellis.

### Guest
- Kingsley: fratello maggiore di re Richard, tenta di usurpare il suo trono. Interpretato da Rutger Hauer, doppiato da Gianni Giuliano.
- Re dei pirati: un capitano pirata bloccato a terra con la sua ciurma. Interpretato da Hugh Bonneville, doppiato da Marco Mete.
- Sir Jean Hamm: cavaliere rivale di Galavant. Interpretato da John Stamos, doppiato da Alberto Angrisano.
- Madre e padre di Sid: credono che Sid sia un grande eroe e che Galavant sia il suo scudiero. Interpretati da Faith Prince, doppiata da Mirta Pepe e Michael Brandon, doppiato da Franco Zucca.
- Monaco confessore: un monaco che ha fatto voto di canto, interpretato da "Weird Al" Yankovic.
- Xanax: un mago che ha perso la licenza. Interpretato da Ricky Gervais, doppiato da Roberto Draghetti.
- Padre di Galavant: anch'egli un cavaliere. Interpretato da Anthony Head.

### Cameo
- Kylie Minogue, doppiata da Stella Gasparri nei panni della Regina della Foresta Incantata, un gay bar medievale tra i mecenati del quale ci sono Sir Jean Hamm e il perduto zio di Richard, Keith.
- Simon Williams nei panni di zio Keith, che aiuta Galavant e Richard a fuggire dalla Foresta Incantata.
- Simon Callow, doppiato da Bruno Alessandro nei panni di Edwin the Magnificent un indovino che aiuta Galavant a comunicare con Isabella, sebbene senza successo.
- "Weird Al" Yankovic (Al Yankovic nei titoli di coda), il capo dei monaci cantanti.

## Musiche
Le musiche nello show sono composte dal premio Oscar Alan Menken, mentre i testi sono di Glenn Slater. Trattandosi di un musical le canzoni fanno da filo conduttore della storia. Avviene spesso la rottura della quarta parete, coi personaggi che interagiscono con lo spettatore o che si lamentano dell'ennesimo numero musicale, oppure con testi che fanno riferimento alle puntate o ai dati d'ascolto.

## Promozione
Il 13 maggio 2014 è stato pubblicato il primo trailer della serie.